# Zuideinde (Steenwijkerland)
Zuideinde (Nedersaksisch: Zuudaende) is een buurtschap in de gemeente Steenwijkerland, in de Nederlandse provincie Overijssel.
De buurtschap is gelegen in de Kop van Overijssel tussen de provinciale weg N334 en de Bovenwijde, ten zuiden van Giethoorn.
Volledige vaardorpen: Giethoorn · Jonen · Rietveld · Zuideinde

Gedeeltelijke vaardorpen: Belt-Schutsloot · Dwarsgracht · Kaag (Faljeril & Vogelskamp) · Kalenberg · Nederland · Sluipwijk (deel bij Vogelzang) · Wetering · Zevenhuizen